# نور (ممثلة لبنانية)
نور (23 ديسمبر 1975 -)، ممثلة لبنانية اكتسبت شهرتها من خلال انطلاقة سينمائية في مصر، بأعمال تعد علامة في التاريخ الحديث للسينما المصرية، كما شملت أدوارها التلفزيون والمسرح أيضًا. من خلال هذه الأفلام قدمت أدوارًا متنوعة، بدايةً بالفتاة العصرية الرقيقة، مرورًا بالأدوار الكوميدية والدرامية، وحتى الأدوار المركبة التي تحمل جوانب مظلمة، وصولاً لأحدث تنويعاتها كفتاة شعبية مصرية.
.

## عن حياتها
تخرجت من مدرسة الراهبات الأنطوانيات وكانت في القسم الأدبي ثم التحقت بكلية الفنون الجميلة في الجامعة اللبنانية، قسم الرسم والتصوير والنحت وتخرجت منها بعام 2000، وقد تزوجت في نهاية عام 2008 من «يوسف أنطاكي»، وأنجبا أبناءهما «ليوناردو، ليديا».

## حياتها الفنية
تخرجت في كلية الفنون الجميلة بالجامعة اللبنانية، وأثناء دراستها ذهبت إلى القاهرة لإجراء اختبارات أمام الكاميرا للعمل في إعلان شيبساوية لبنانية (لصالح شيبسي) بمشاركة الممثل المصري هشام سليم، والمخرج شريف عرفة. ليختارها بعد ذلك المخرج سعيد حامد لمشاركة النجم أحمد السقا بطولة فيلم شورت وفانلة وكاب (2000)، وقدمت فيه نور دور ابنة وزير عربي تهرب من والدها بعد رفضه زواجها ممن تحب.
نجاح الفيلم أكسبها اسم الشهرة "نور اللبنانية"، وتوالت أدوار نور في أفلام رومانسية شبابية ناجحة، مثل إزاي البنات تحبك (2003)، سنة أولى نصب (2004) الذي تعاونت فيه مع المخرجة كاملة أبو ذكري بأول أفلامها الطويلة، ثم سيد العاطفي (2005)، وهو أول بطولة مطلقة للمطرب تامر حسني الذي شاركته أيضاً بطولة فيلم تصبح على خير (2017). نالت نور انطلاقة مريحة بأدوار الفتاة الرومانسية الرقيقة.
بالتوازي مع الانطلاقة الرومانسية، كانت معظم أدوراها درامية مثل أصحاب ولا بيزنس (2001) الذي قدمت فيه دور مخرجة تلفزيونية متحمسة للانتفاضة الفلسطينية، نقطة رجوع (2007)، كشف حساب (2007) للمخرج أمير رمسيس في أول أفلامه الطويلة، ومن 30 سنة (2016) للمخرج عمرو عرفة، والدراما النفسية ميكانو (2009) أمام تيم حسن وخالد الصاوي وإخراج محمود كامل.
العشر سنوات الأولى بالألفية كانت السيادة بها للكوميديا، فشاركت نور مع نجمي الكوميديا محمد سعد في فيلم عوكل (2004)، وأحمد حلمي، في فيلمي ظرف طارق ومطب صناعي (2006).
وفاجأت نور جمهورها بدورين أظهرت بهما جانباً جديداً من قدراتها، أولهما فيلم الإثارة والجريمة ملاكي إسكندرية (2005)، الذي أدت فيه نور دوراً مركباً بمسحة من الشر، وفيلم الجاسوسية الرهينة (2006) الذي قدمت فيه دور إرهابية دولية، وحقق الفيلمان ردود فعل قوية نقدياً وفي شباك التذاكر، وهما من إخراج ساندرا نشأت، وبطولة أحمد عز.
وتواجدت نور في الدراما التليفزيونية منذ 2005 بمسلسل الجاسوسية العميل 1001 أمام النجم مصطفى شعبان، ومسلسل دموع القمر (2008) أمام رياض الخولي ورانيا فريد شوقي، والمسلسل الشهير سرايا عابدين في موسميه (2014 و2015)، وشهد المسلسل بطولة جماعية من مصر والعالم العربي.
عادت نور للتعاون مع أحمد عز من خلال مسلسل الإكسلانس (2014) الذي ظهرت فيه بهويتها اللبنانية، ثم تواجدت في رمضان 2018 بمسلسل رحيم مع النجم ياسر جلال. وفي رمضان 2020 جسدت نور شخصية علا بنت البلد في مسلسل الدراما الشعبية الاجتماعية البرنس، بطولة محمد رمضان.
وفي بحثها عن التنوع وطرق أبواب درامية وتمثيلية جديدة، افتتحت نور عام 2021 ببطولة مسلسل الإثارة والرعب جمال الحريم، والذي يتناول عالم الجن وأعمال السحر الأسود، ويشارك نور بطولته دينا فؤاد وخالد سليم ومن إخراج منال الصيفي وتأليف سوسن عامر.
أحدث أعمالها هو مسلسل ضل راجل، الذي يجمعها للمرة الثانية مع النجم ياسر جلال بعد مسلسل رحيم، وتم عرضه في رمضان 2021.

## أعمالها

### من أعمال التلفزيون
| سنة الإنتاج | اسم المسلسل          | الشخصية      |
| ----------- | -------------------- | ------------ |
| 2005        | العميل 1001          | هايدي        |
| 2008        | دموع القمر           | أحلام        |
| 2014        | سرايا عابدين         | فريال هانم   |
| 2014        | الإكسلانس            | مريم         |
| 2018        | رحيم                 | داليا        |
| 2020        | البرنس               | علا          |
| 2020        | جمال الحريم: المكتوب | نور / صفية   |
| 2021        | ضل راجل              | الدكتورة ملك |
| 2022        | راجعين يا هوى        | ماجي         |
| 2022        | موضوع عائلي          | مريم         |
| 2022        | نور                  | أسيل         |
| 2023        | الكبير أوي 7         | جميلة        |
| 2024        | جودر                 | شواهي        |
| 2025        | جودر 2               | شواهي        |

### في السينما
| سنة الإنتاج | الفيلم                   | الشخصية        |
| ----------- | ------------------------ | -------------- |
| 2000        | شورت وفانلة وكاب         | رباب           |
| 2001        | أصحاب ولا بزنس           | سلمى           |
| 2003        | إزاي البنات تحبك         | ندى            |
| 2004        | عوكل                     | شروق           |
| 2004        | سنة أولى نصب             | نور            |
| 2005        | سيد العاطفي              | داليا          |
| 2005        | ملاكي إسكندرية           | ليلى           |
| 2006        | الرهينة                  | إرينا إفانوفتش |
| 2006        | ظرف طارق                 | سارة           |
| 2006        | مطب صناعي                | مي             |
| 2007        | كشف حساب                 | سهى            |
| 2007        | نقطة رجوع                | ليلى           |
| 2009        | ميكانو                   | أميرة          |
| 2016        | من 30 سنة                | رشا            |
| 2017        | تصبح على خير             | عايدة          |
| 2022        | نبيل الجميل أخصائي تجميل | علياء          |
| 2023        | بيت الروبي               | إيمان الروبي   |

## وصلات خارجية
- نور على موقع IMDb (الإنجليزية)
- نور على موقع قاعدة بيانات الأفلام العربية
- نور على موقع قاعدة بيانات الفيلم (الإنجليزية)
- نور على موقع ليتربوكسد (الإنجليزية)
- نور على موقع كينوبويسك (الروسية)